# How the West Was Won (album Led Zeppelin)
How the West Was Won to potrójny album nagrany na żywo przez angielski zespół rockowy Led Zeppelin, wydany przez Atlantic Records na CD w dniu 27 maja 2003 oraz na DVD-Audio w dniu 20 października 2003. Utwory pochodzą z występów zespołu w roku 1972 – 25 czerwca w L.A. Forum i 27 czerwca w Long Beach Arena. Gitarzysta zespołu Jimmy Page stwierdza w książeczce załączonej do płyt, że utwory na tych albumach pochodzą z okresu, kiedy zespół był w szczytowej formie.
Przez wiele lat nagrania z tych koncertów krążyły jedynie w formie bootlegów.
Utwory z obu koncertów przeszły gruntowny proces montażu, którego podjął się
Page w SARM West Studios w Londynie. Niektóre utwory, które zostały zagrane na koncertach, nie pojawiły się na How the West Was Won - np. "Communication Breakdown" i "Louie Louie".
Album zadebiutował na pierwszym miejscu na liście Billboard 200 w dniu 14 czerwca 2003, a sprzedaż w pierwszym tygodniu wyniosła 154.000 kopii. Na liście pozostał przez 16 tygodni; do tej pory okrył się już platyną. Był też pierwszym nagraniem zespołu, które dotarło na sam szczyt od roku 1979.

## Utwory

### Dysk I
1. "LA Drone" (Jones/Page) – 0:14*
2. "Immigrant Song" (Page/Plant) – 3:42*
3. "Heartbreaker" (Bonham/Jones/Page/Plant) – 7:25*
4. "Black Dog" (Jones/Page/Plant) – 5:41**
5. "Over the Hills and Far Away" (Page/Plant) – 5:08**
6. "Since I’ve Been Loving You" (Jones/Page/Plant) – 8:02*
7. "Stairway to Heaven" (Page/Plant) – 9:38*
8. "Going to California" (Page/Plant) – 5:37*
9. "That's the Way" (Page/Plant) – 5:54**
10. "Bron-Yr-Aur Stomp" (Jones/Page/Plant) – 4:55*

### Dysk II
1. "Dazed and Confused" (Holmes/Page) – 25:25**
  - "Walter's Walk" (Page/Plant)
  - "The Crunge" (Bonham/Jones/Page/Plant) - 15:34
2. "What Is and What Should Never Be" (Page/Plant) – 4:41*
3. "Dancing Days" (Page/Plant) – 3:42*
4. "Moby Dick" (Bonham/Jones/Page) – 19:20**

### Dysk III
1. "Whole Lotta Love" Medley (Bonham/Dixon/Jones/Page/Plant) – 23:08**
  - "Boogie Chillun" (Hooker) – 3:10
  - "Let's Have a Party" (Robinson) – 1:56
  - "Hello Mary Lou" (Pitney) – 2:08
  - "Going Down Slow" (Oden) – 8:29
2. "Rock and Roll" (Bonham/Jones/Page/Plant) – 3:56*
3. "The Ocean" (Bonham/Jones/Page/Plant) – 4:21**
4. "Bring It On Home" (Dixon/Page/Plant) – 9:30**
  - "Bring It On Back" (Bonham/Jones/Page/Plant)

- * utwory z Long Beach Arena
- ** utwory z LA Forum.

## Twórcy
- Jimmy Page – gitara akustyczna, gitara elektryczna, producent
- Robert Plant – wokal, harmonijka
- John Paul Jones – gitara basowa, keyboardy, mandolina
- John Bonham – bębny, perkusja

## Pozycje na listach
| Lista | Kraj   | Pozycja |
| ----- | ------ | ------- |
| OLiS  | Polska | 24      |